# Zack Hemsey
Zack Hemsey (sinh ngày 30 tháng 5 năm 1983) là một nhà soạn nhạc, nhạc sĩ, nhà sản xuất bản thu âm, người đã có các tác phẩm được biết đến rộng rãi thông qua việc được sử dụng trong phim và trailer phim. Một ví dụ tiêu biểu là phần trailer cho phim Inception, với phần nhạc là tác phẩm "Mind Heist" của ông. Một nhầm lẫn thường gặp là mọi người thường cho rằng đoạn nhạc dùng cho trailer này được soạn bởi Hans Zimmer, người làm nhạc chính cho bộ phim. "Mind Heist" cũng được sử dụng làm nhạc giới thiệu cho trò chơi điện tử Madden NFL 12, và thỉnh thoảng được sử dụng trong chương trình truyền hình America's Got Talent. Nhạc của Hemsey xuất hiện trong trailer phim The Town, Lincoln, 2 Guns và một vài phim khác.
Hemsey bắt đầu sự nghiệp soạn nhạc cho một nhóm nhạc hip-hop ít tên tuổi với tên gọi Nine Leaves, nơi mà ông là một trong 5 người viết lời. Ông bắt đầu sự nghiệp độc lập của mình vào năm 2010 khi phát hành album đầu tiên "Empty Room" và từ đó tiếp tục tự phát hành nhạc, với phong cách mang xu hướng kết hợp các yếu tố của alternative hip-hop, alternative rock, và/hoặc hòa tấu.

## Danh sách đĩa nhạc
Albums
- "Empty Room" (Tháng 3, 2010)
- "The Way" (Tháng 6, 2011)
- "RONIN" (Tháng 4, 2013)
- "NOMAD" (Tháng 11, 2016)
- "GOLIATH (Original Motion Picture Soundtrack to a Film That Doesn't Exist)" (Tháng 3, 2018)

EPs
- "Mind Heist" (Tháng 5, 2011)
- "The Candidate (Nhạc phim gốc)" (Tháng 10, 2011)
- "That Which You Seek" (Tháng 1, 2012)

Đĩa đơn
- "Empty Room (Bản trailer)" (Tháng 6, 2010)
- "R.E.F. (Warrior's Lullabye)" (Tháng 9, 2010)
- "Lifespan (Resurrection)" (Tháng 3, 2011)
- "Revelations (Remix)" (Tháng 3, 2011)
- "Changeling (New Beginnings)" (Tháng 3, 2011)
- "The Home of a People" (Tháng 6, 2012)
- "Finding Home" (Tháng 6, 2012)

Khác
- "Empty Room (The Instrumentals)" (Tháng 3,2010)
- "The Way (Bonus Disk)" (Tháng 6, 2011)
- "RONIN (Instrumentals)" (Tháng 4, 2014)
- "NOMAD (Instrumentals)" (Tháng 1, 2017)

Video nhạc
- "Waiting Between Worlds" (Tháng 4, 2012)[11]

Albums (khi ở Nine Leaves)
- "Nine Leaves" (Tháng 1, 2006)
- "Peace In Death" (Tháng 8, 2008)

## Đóng góp trong trailer phim
| Phim                               | Tên bài nhạc           | Năm  |
| ---------------------------------- | ---------------------- | ---- |
| Inception                          | "Mind Heist"           | 2010 |
| The Town                           | "Redemption"           | 2010 |
| Trust                              | "Changeling"           | 2010 |
| Falling Skies                      | "See What I've Become" | 2011 |
| Game of Thrones                    | "Vengeance"            | 2012 |
| Transformers: Fall of Cybertron    | "The Way"              | 2012 |
| Lincoln                            | "End of an Era"        | 2012 |
| Parade's End                       | "Facing Demons"        | 2013 |
| G.I. Joe: Báo thù                  | "See What I've Become" | 2013 |
| All Is Lost                        | "Fade Away"            | 2013 |
| Jack Ryan: Shadow Recruit          | "Vengeance"            | 2013 |
| 24: Live Another Day               | "Vengeance"            | 2014 |
| The Riot Club                      | "Vengeance"            | 2014 |
| Thiện ác đối đầu                   | "Vengeance"            | 2014 |
| Anh chàng hàng xóm                 | "End of an Era"        | 2015 |
| A Most Violent Year                | "The Way"              | 2015 |
| Insurgent                          | "See What I've Become" | 2015 |
| Mr. Robot                          | "Nice to Meet Me"      | 2016 |
| Titanfall 2                        | "See What I've Become" | 2016 |
| A Discovery of Witches (TV series) | "The Way"              | 2018 |